# Tobias Björnfot
Tobias Björnfot (Upplands Väsby, Suecia, 6 de abril de 2001) es un jugador profesional sueco de hockey sobre hielo que se desempeña en la posición de defensor izquierdo en Vegas Golden Knights, equipo de la National Hockey League (NHL).

## Carrera
Fue seleccionado en la primera ronda en la NHL Entry Draft de 2019. Hizo su debut profesional con el equipo Los Angeles Kings, en el cual jugó cinco temporadas (2019-2023), después pasó a Vegas Golden Knights, donde lleva jugando una temporada.